# Городок (город, Беларусь)
Городо́к (бел. Гарадо́к) — город в Витебской области Беларуси. Административный центр Городокского района.
Численность населения — 11 321 человек (на 1 января 2025 года).

## География
Городок расположен на берегах реки Горожанка и озера Луговое в 29 км на север от Витебска, железнодорожная станция на линии Витебск—Невель, в 1 км от города проходит магистраль М8E 95.
Около Городка расположен так называемый Бас-остров — неофициальное название полуострова между озёрами Луговое и Ореховое. В соответствии с разработанным градостроительным проектом общего планирования «Генеральный план города Городка Витебской области», данная территория предусматривается к включению в городскую черту Городка и использованию в качестве рекреационной зоны, предназначенной для организации массового отдыха.

## Геральдика
Герб учреждён Указом Президента Республики Беларусь от 20 января 2006 года № 36 и зарегистрирован в Государственном геральдическом регистре Республики Беларусь 6 февраля 2006 года № Б-73. Утверждён решением Городокского районного Совета депутатов от 25 сентября 2002 года № 16-4.
Флаг учреждён Указом Президента Республики Беларусь от 28 февраля 2011 года № 86 и зарегистрирован в Государственном геральдическом регистре 15 марта 2011 года № Б-189. Утверждён решением Городокского районного исполнительного комитета от 24 мая 2010 года № 541.

## История

Герб Городка в 1781 году

Первое письменное упоминание Городка относится к 1128 году в связи с военным походом киевского князя Мстислава Владимировича на земли Полоцка. В других исторических источниках Городок упоминается в летописях второй половины XIII века как «Городок около Полоцка» в связи с битвой между полочанами и литовскими войсками под руководством князя Мингайлы. Отмечен на карте С. Пахлавицкого 1579 года. До XVI века поселение входило в состав Езерищенской волости. После разрушения Езерищенского замка московскими войсками и строительства в конце XVI века Городокского бастионного замка Городок стал центром волости. На карте Томаша Маковского, изданной в 1613 году в Амстердаме, Городок был отмечен как местечко Витебского воеводства Великого княжества Литовского.
После первого раздела Речи Посполитой — Городок в составе Российской империи. 9 июля 1772 года Городок получил статус города. С 1772 по 1776 года город находился в составе Полоцкой губернии, с 1796 по 1802 год в составе Белорусской губернии, а с 1802 года — административный центр одноимённого уезда в составе Витебской губернии. В 1781 году получил новый герб.
В 1887 г. в городе 23 промышленных и ремесленных предприятий, больница, церковно-приходское училище, ремесленная школа. В 1897 году в городе насчитывалось 5023 жителя, в том числе евреи — 3 411, белорусы — 1 297, русские — 249.
После революции, в 1919 году, город вошёл в состав РСФСР. После присоединён к Белорусской ССР, 17 июля 1924 года Городок стал центром района Витебской области.
Во время Великой Отечественной войны, с 9 июля 1941 года до 24 декабря 1943 года, Городок был оккупирован немецкими войсками. За время оккупации город почти полностью разрушен, в городе и районе погибли более 8 тыс. мирных жителей. Захватчики создали в Городке лагерь смерти, где погибло 2,5 тыс. человек. Освобождён советскими войсками 11-й гвардейской армии 1-го Прибалтийского фронта во время Городокской наступательной операции.
Приказом Верховного Главнокомандующего от 24 декабря 1943 года почетное наименование «Городокских» было присвоено:
- 5 гвардейской стрелковой дивизии
- 11 гвардейской стрелковой дивизии
- 26 гвардейской стрелковой дивизии
- 83 гвардейской стрелковой дивизии
- 259-й истребительной авиационной дивизии
- 10 гвардейской танковой бригаде
- 17 истребительно-противотанковой артиллерийской бригаде
- 488 пушечному артиллерийскому полку
- 523 корпусному артиллерийскому полку
- 2 гвардейской минометной дивизии
- 545 минометному полку
- 6 гвардейскому моторизованному инженерному батальону

20 октября 1995 года административные единицы Городокский район и город Городок, имеющие общий административный центр, были объединены в одну административную единицу — Городокский район.
В 2024 году отмечен значительный вклад в повышение благоустроенности в 2023 году территории в г. Городке.

## Население
Численность населения — 11 321 человек (на 1 января 2025 года). Численность населения — 11 570 человек (на 1 января 2023 года).
| Численность населения:                                                                          |
| Графики недоступны из-за технических проблем. См. информацию на Фабрикаторе и на mediawiki.org. |

| 1799    | 1801    | 1864    | 1939    | 1959    | 1970     |
| ------- | ------- | ------- | ------- | ------- | -------- |
| 1524    | ▲ 1713  | ▲ 4173  | ▲ 7297  | ▲ 7602  | ▲ 9508   |
| 1979    | 1989    | 2006    | 2016    | 2018    | 2019     |
| ▲ 12263 | ▲ 14338 | ▼ 13461 | ▼ 12186 | ▲ 12332 | ▲ 12 410 |
| 2020    | 2021    | 2022    | 2023    | 2024    | 2025     |
|         |         |         | ▼11 570 |         | ▼11 321  |

По переписи 1939 года в Городке проживало 4722 белоруса, 1584 еврея, 817 русских, 71 украинец, 37 поляков, 66 представителей прочих национальностей. По переписи 1959 года, в Городке проживало 6289 белорусов (82,07 %), 734 русских, 460 евреев, 67 украинцев, 52 представителей прочих национальностей.
В 2017 году в Городке родилось 109 и умерло 184 человека. Коэффициент рождаемости — 8,9 на 1000 человек (средний показатель по району — 8,9, по Витебской области — 9,6, по Республике Беларусь — 10,8), коэффициент смертности — 15 на 1000 человек (средний показатель по району — 21,1, по Витебской области — 14,4, по Республике Беларусь — 12,6). Показатель смертности населения в Городке один из самых высоких среди районных центров Витебской области.

## Экономика
В Городке работают ряд промышленных предприятий, среди которых — ОАО «Птицефабрика «Городок» и ГЛХУ «Городокский лесхоз».

## Транспорт
Через Городок проходят автодороги Р114 (Городок — Улла) и Р115 (Витебск — Городок — трасса М8). В 1 км на восток от города проходит магистраль М8E 95. Также через город проходит железная дорога Невель — Витебск.

## Инфраструктура туризма
- Гостиница «Спортивный городок»
- Кафе «Триумф»
- Лыжероллерная трасса

## Спорт
Действует РУП «Городокский центр спорта и туризма — Раубичи».

## Образование
- Две средние школы
- Городокский государственный аграрно-технический колледж (ранее — Городокский техникум механизации сельского хозяйства)
- Городокский профессионально-технический колледж сельскохозяйственного производства

## Культура
- Учреждение культуры «Городокский районный краеведческий музей»
- Этнографический музей белорусского быта и традиций ГУО «Средняя школа № 2 г. Городка имени А. П. Соболевского»
- Народный музей боевой славы ГУО «Средняя школа № 1 г. Городка имени И. Х. Баграмяна»
- Городокский городской Дом культуры
- Центр традиционной культуры и народного творчества Городокского района
  - Дом ремёсел и фольклора
- Культурно-образовательный центр «Городок»

### Нематериальные культурные ценности
- Традиция ажурного ткачества Городокского района
- Масленичная народная игра «Пахаванне дзеда»
- Традиционная технология спирального плетения
- Художественные практики соломоплетения
- Традиции инситного искусства

## События и мероприятия
- Фестиваль народного творчества, поэзии и фольклора «Городокский Парнас».
- В 2014 году прошёл республиканский фестиваль «Дажынкi»[25].
- 2-3 сентября 2023 года — XXX День белорусской письменности[26][27].

## Достопримечательности
- Поселение — памятник археологии.

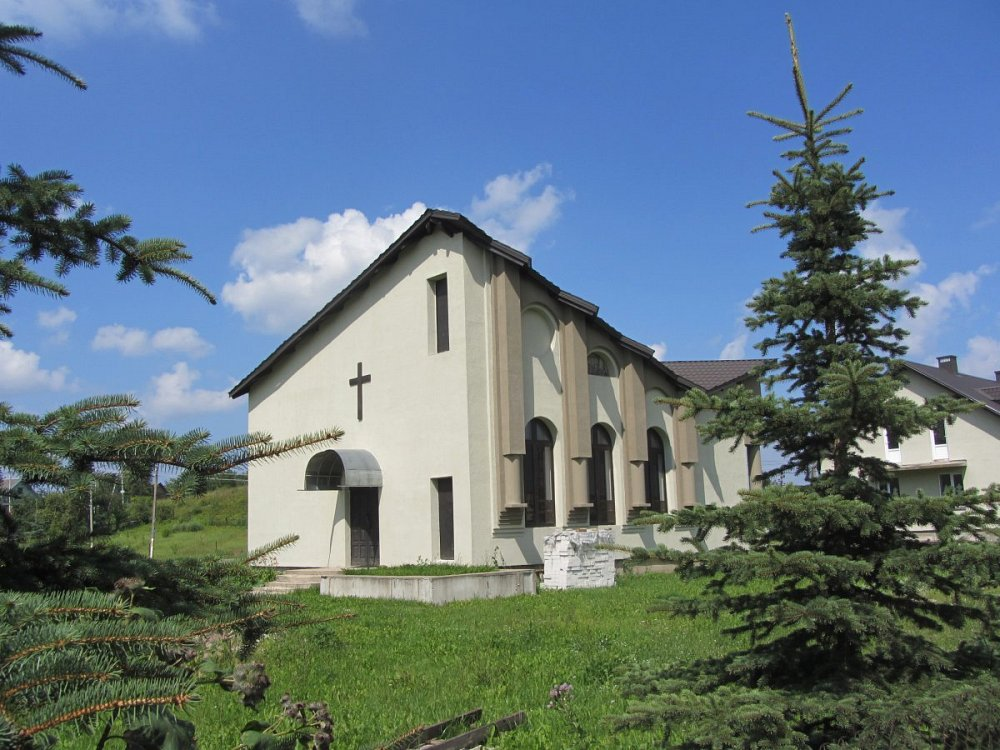
Костёл

- Здание почтовой станции (середина XIX в.).
- Костёл Посещения Пресвятой Девы Марии (после 1990).
- Православная Свято-Троицкая церковь (построена в 1999 году по проекту Ю. Г. Соколовского на основе существовавшей ранее церкви[28]).
- Жилые дома (конец XIX — начало XX вв.).
- Водяная мельница.
- Военное кладбище (1944), пл. Ленина —  Историко-культурная ценность Республики Беларусь, шифр 213Д000314.
- Городской сквер «Вераніцынскі сквер»[29]. Назван в честь поэта К. В. Вереницына, автора поэмы «Тарас на Парнасе».
- Аллея Героев Советского Союза — уроженцев Городокского района. Открыта в 2020 году к 75-летию победы советского народа в Великой Отечественной войне, в начале улицы Баграмяна. Недалеко от памятника-бюста дважды Герою Советского Союза маршалу И. Х. Баграмяну, освобождавшему регион в ходе Городокской операции, установлены 13 стендов с фамилиями и фотографиями земляков, удостоенных высоких государственных наград в годы Великой Отечественной войны и мирное время (Н. И. Аверченко, М. А. Ананьев, Г. Б. Богданов, И. Р. Бумагин, Н. И. Гапеёнок, А. Е. Козлов, П. М. Королёв, И. А. Крумин, И. В. Дорощенко, И. П. Янченко, Т. Т. Ромашкин, А. П. Соболевский, А. И. Семенков). На каждую из стел нанесен QR-код, позволяющий узнать информацию, посмотреть архивные фотографии и документы.

### Памятник, скульптура
- Памятник В. И. Ленину.
- Памятник-бюст дважды герою Советского Союза  маршалу И. Х. Баграмяну (2018), на пересечении улиц Баграмяна и Пролетарской.
- Мемориальная доска И. Х. Баграмяну, генералу армии, командующему 1-м Прибалтийским фронтом (1983), на доме № 6 по улице Баграмяна.
- Мемориальная доска в честь командующего 11 Гвардейской армии генерала К. Н. Галицкого.
- Памятник в честь воинов – освободителей 2-й гвардейской Краснознаменной ордена А. Невского Городокско-Берлинской минометной дивизии (1983), на пересечении улиц Баграмяна и Комсомольской.
- Памятник танкистам 10-й гвардейской Городокской танковой бригады (1985), на пересечении улиц Невельское шоссе и Толкачева.
- Мемориальный комплекс на военном кладбище «Бессмертие» (создан в 1974 г., архитекторы Ю. Градов, С. Неумывакин, Л. Левин, скульптор Ю. Потапов), где похоронены Н. Н. Корженевский, Герои Советского Союза А. И. Дыдышко, П. П. Зюбин, В. А. Толкачёв и более 5 тысяч воинов, погибших при освобождении города и района. Открыт электронный инфокиоск с автоматизированной базой данных, в которую внесены все воинские захоронения Городокщины, а также важные вехи истории и имена прославленных уроженцев района.
- Мемориальный комплекс «Пантеон Памяти» в урочище Воробьёвы горы.
- Памятник «Освобождение». В 1975 г. на пересечении улиц К. Маркса и Пролетарской установлен памятник в честь освобождения, на двенадцати плитах которого перечислены названия частей и соединений, освободивших город.
- Памятник воинам-освободителям.
- Мемориальный знак воинам-интернационалистам. На пересечении улиц Пролетарской и К. Маркса в г. Городке в декабре 2006 года установлен памятный знак в честь земляков, исполнявших интернациональный долг в зарубежных государствах. Он представляет собой большой не ограненный камень с памятной табличкой, на которой нанесены фамилии жителей района, погибших на афганской земле.
- Мемориальный знак на месте бывшего воинского захоронения возле железнодорожной станции Городок (2014).

### Жанровая скульптура, арт-объекты
- Скульптура, посвящённая поэме «Тарас на Парнасе». Установлена в сквере, около здания райисполкома.
- Памятный знак, посвящённый поэме «Тарас на Парнасе». Установлен около краеведческого музея.
- Композиция, посвящённая Дню белорусской письменности. Установлена на входе в «Вераніцынскі сквер»[30].
- Скульптуры из камня — «Летописец», «Спадчына», «Согласие», «Дерево жизни», «Зубр», «Надежда». Установлены к ХХХ Дню белорусской письменности.
- Скульптурная композиция «Букварь», посвящённая ХХХ Дню белорусской письменности.
- Муралы с цитатами белорусских писателей.
- Почтовый ящик в виде старинной почтовой станции, которая находится в д. Кузьмино Городокского района[31]. Установлен у входа в отделение почтовой связи «Городок».

## Бастионный замок
В XVII веке на правом берегу реки Горожанка был построен бастионный замок, имевший в плане форму пятиугольника. Замок имел пять оборонительных башен и ров. В 1981 году фрагменты замчища исследованы М. Ткачёвым. В северной, восточной и частично западной части сохранился оборонительный ров (шириной до 16 метров), а также остатки бастионов.

## Галерея

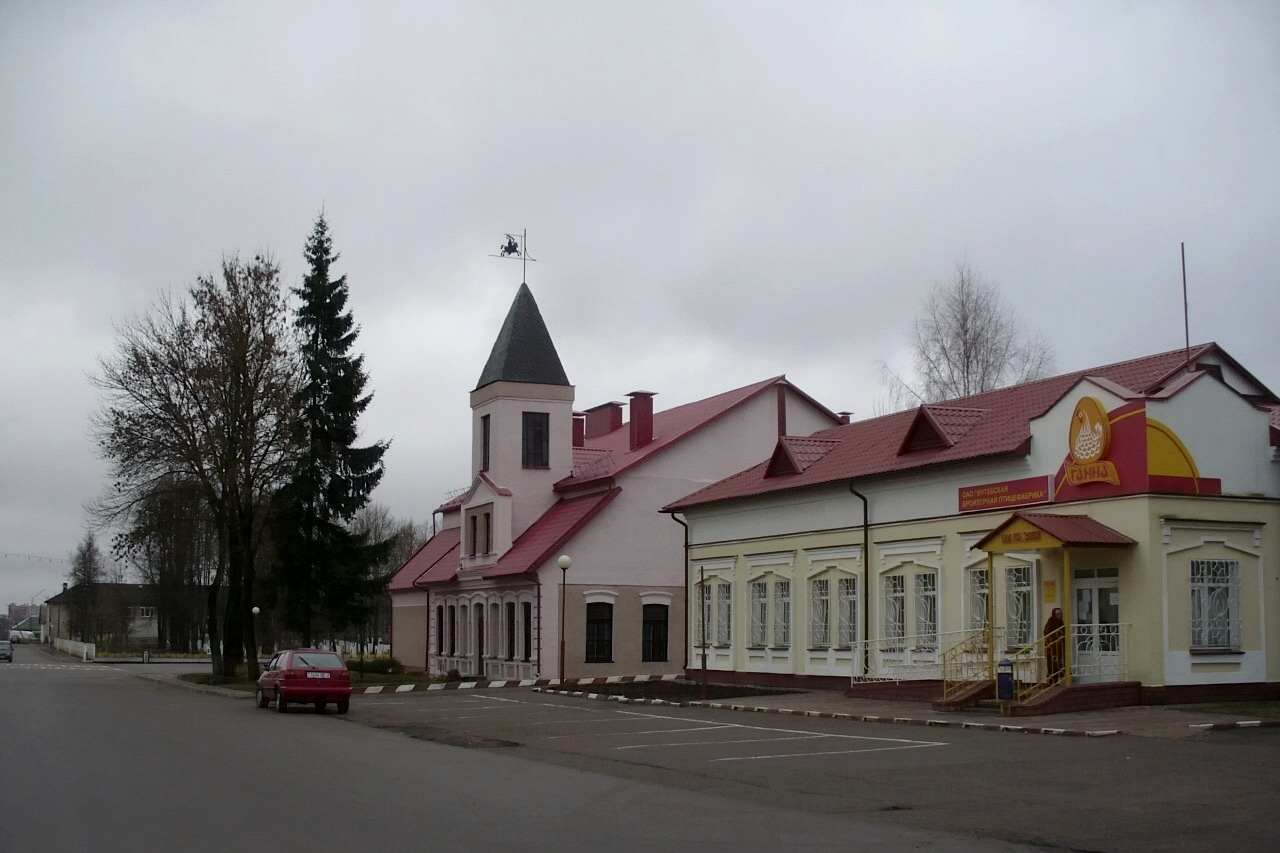
В центре — Краеведческий музей, 2009 г.
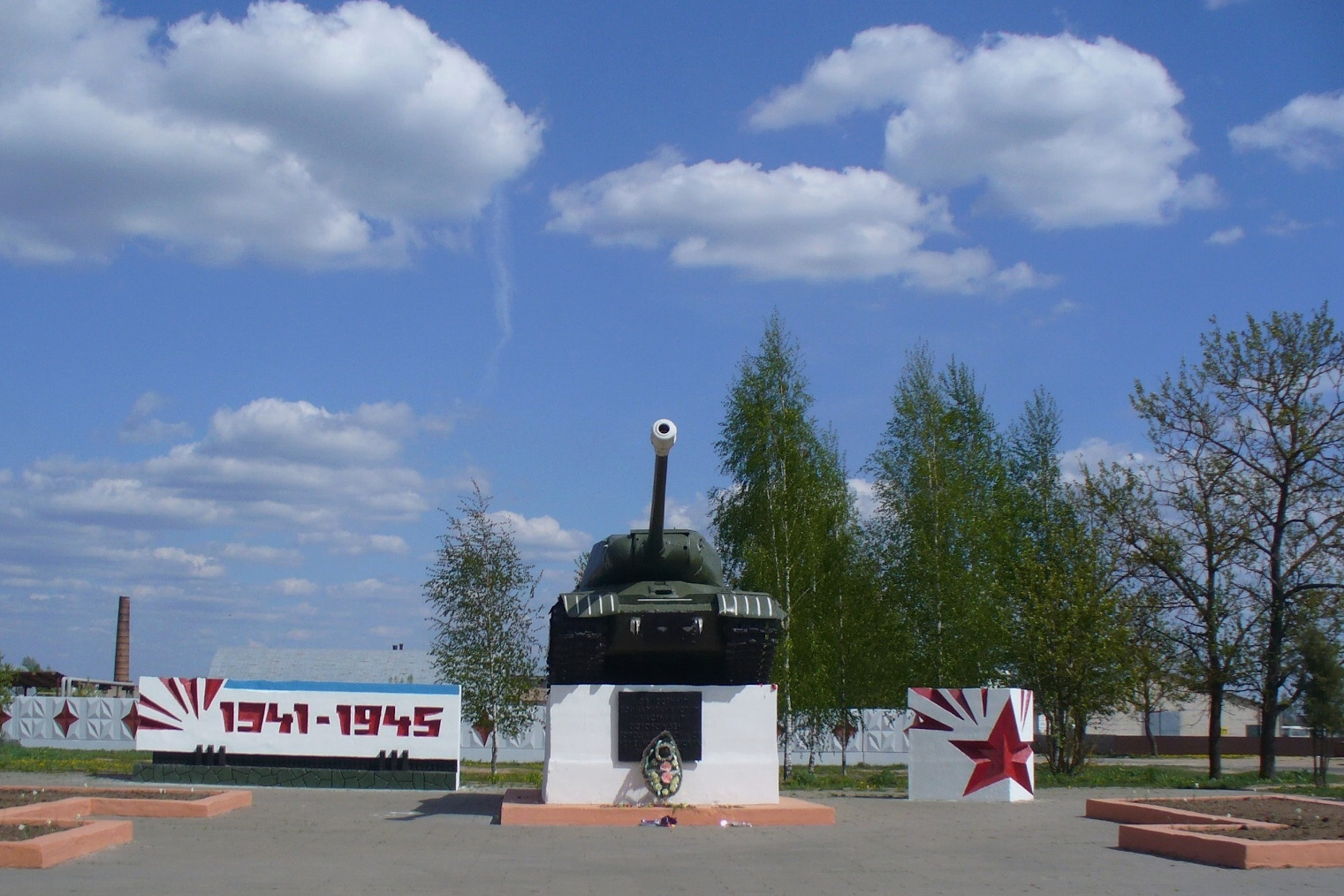
Памятник советским танкистам-освободителям города
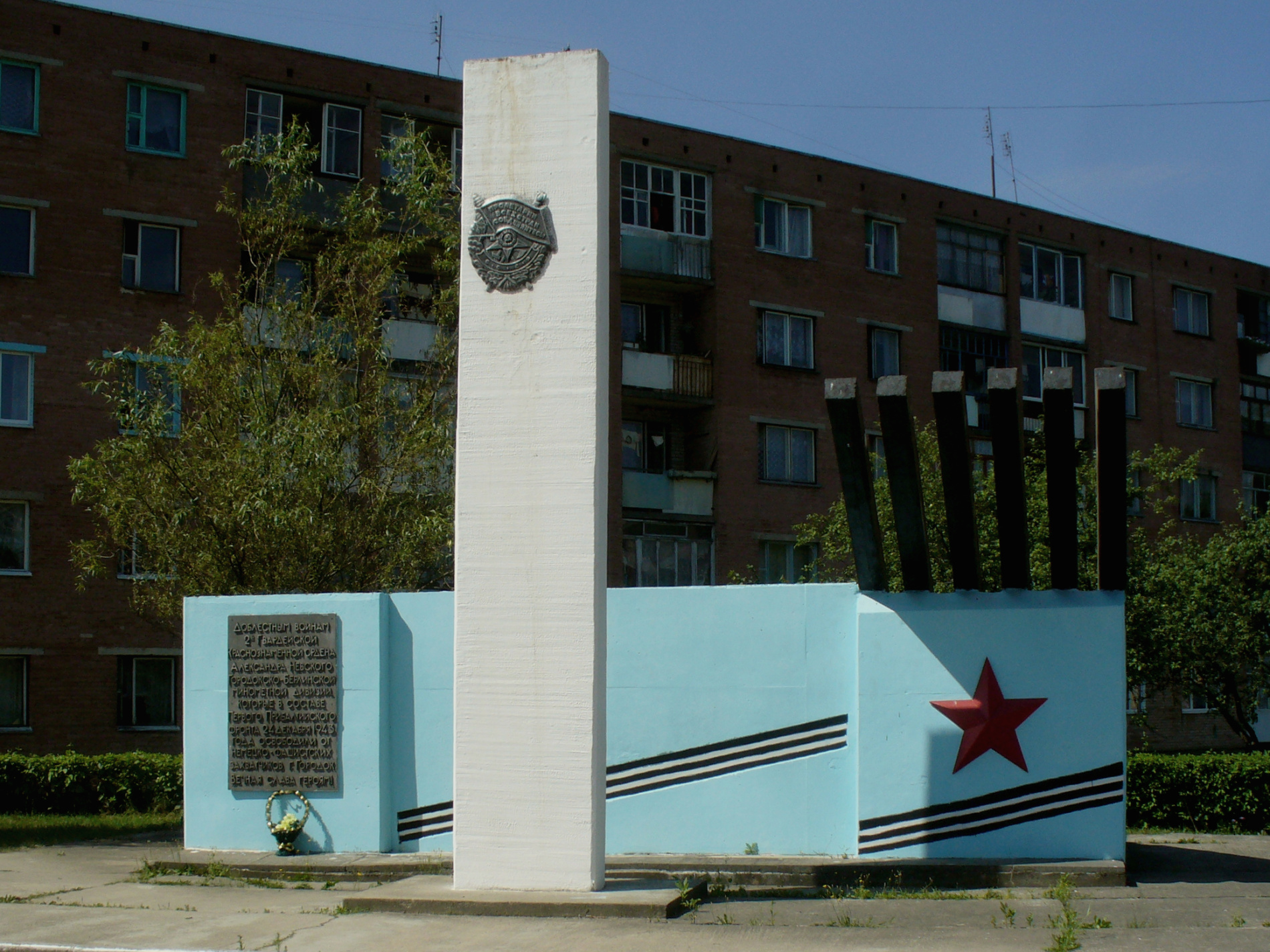
Памятник воинам 2-й гвардейской миномётной дивизии
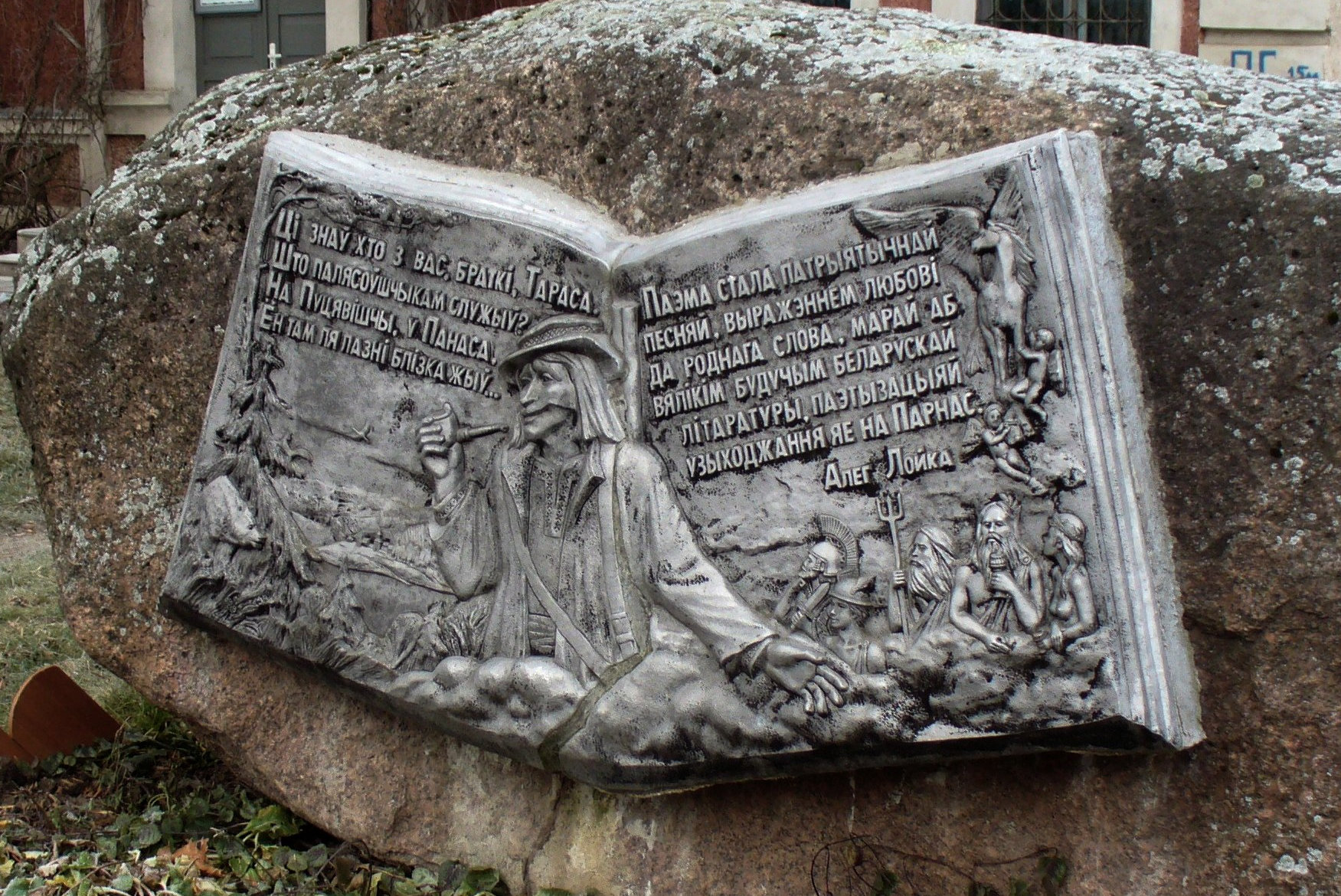
Памятный знак, посвящённый поэме «Тарас на Парнасе»
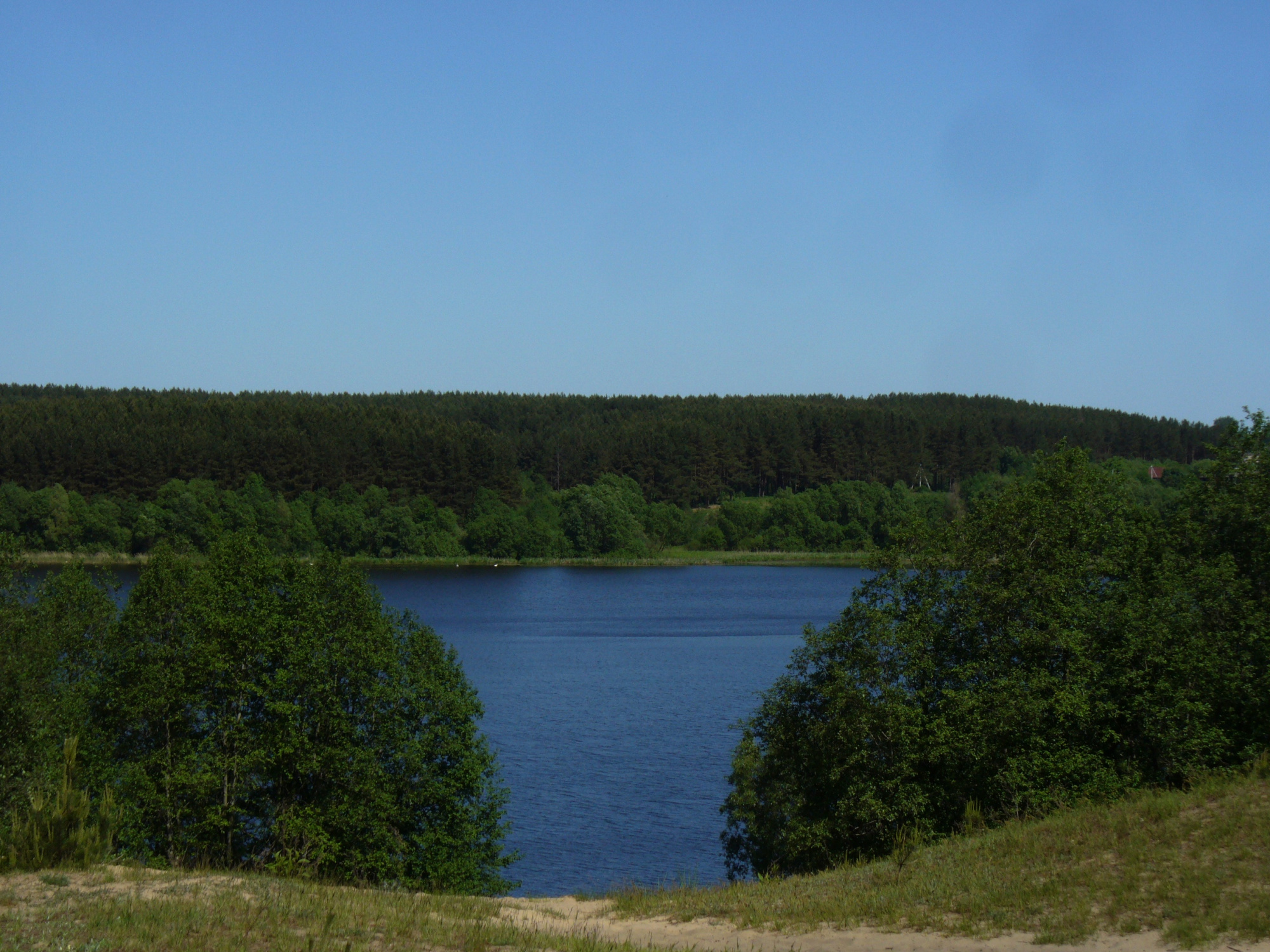
Вид на озеро Луговое и урочище Воробьёвы горы
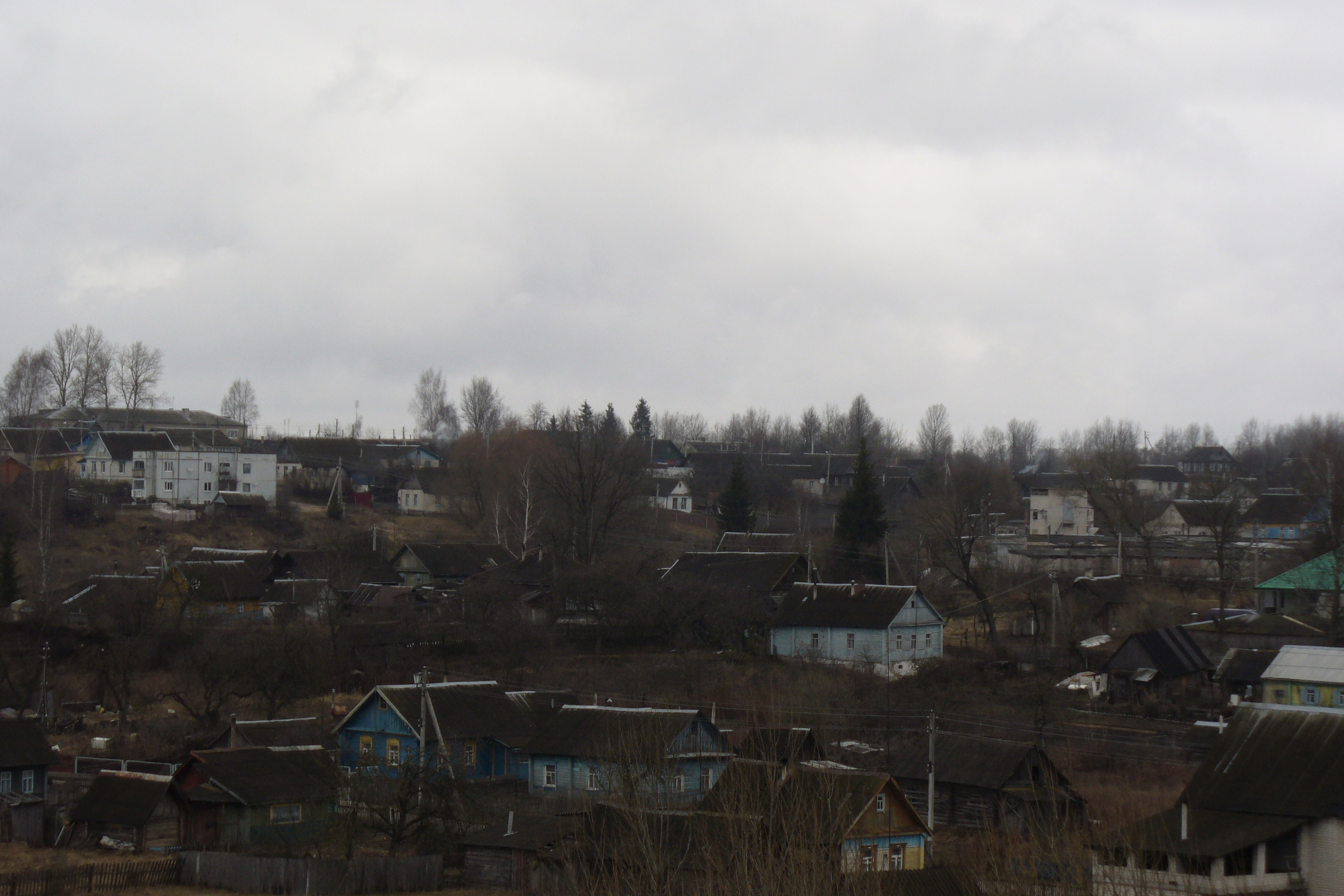
Вид на старую часть города
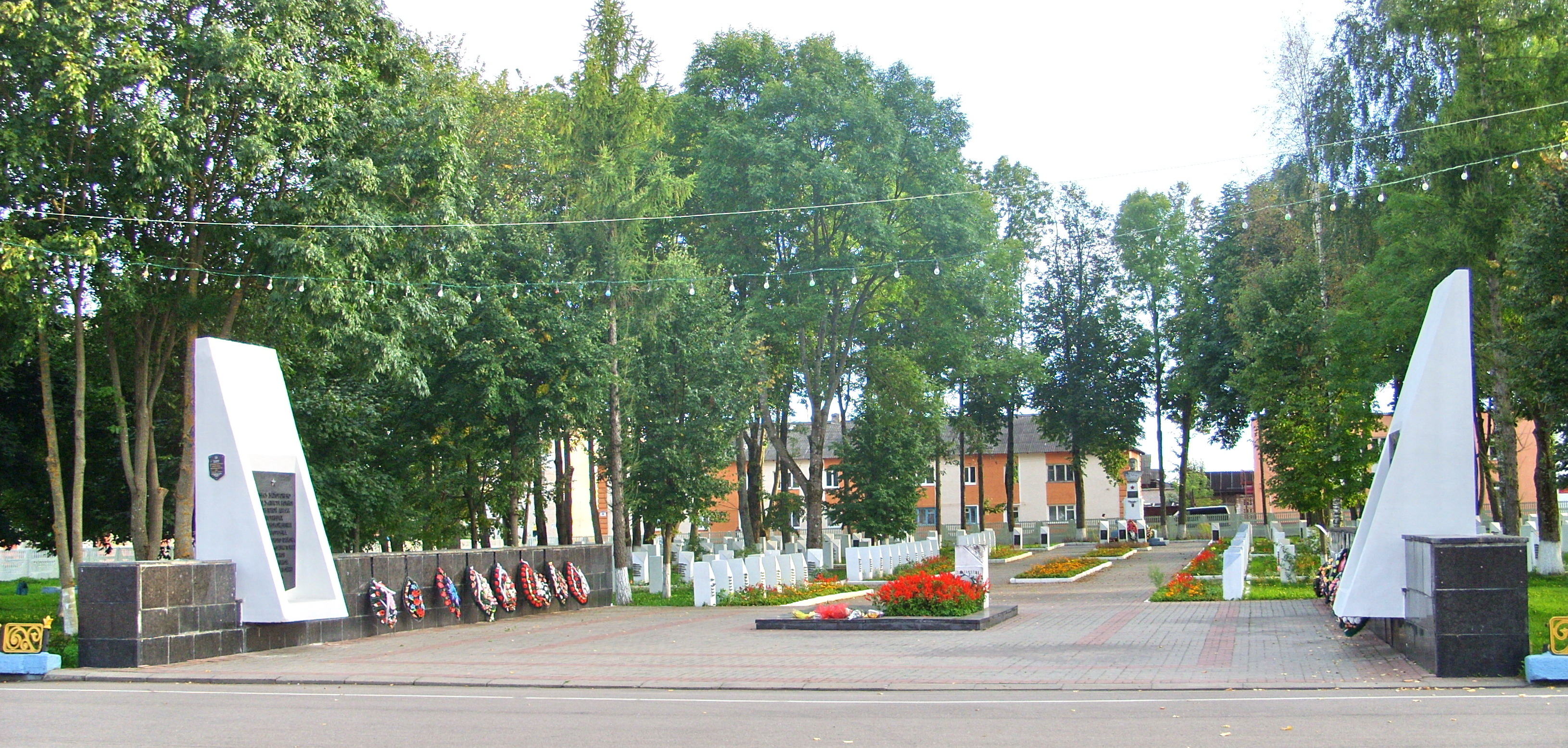
Мемориальный комплекс «Бессмертие»

## В филателии и нумизматике
- 19 сентября 2014 года Министерство связи и информатизации Республики Беларусь выпустило в обращение почтовую марку «Герб Городка» из серии «Гербы городов Беларуси»[33].
- 15 августа 2023 года Министерство связи и информатизации Республики Беларусь выпустило в обращение конверт с оригинальной маркой «День белорусской письменности»[34]. 17 августа 2023 года — выпущена в обращение почтовая марка «Городок» из серии «Города Беларуси»[35].

## СМИ
Издаётся районная газета «Гарадоцкі веснік» (с марта 1919 года)

## Международное сотрудничество
Города-побратимы:
- Бабаево (Россия, Вологодская область)[37]